# Sempervivum altum
Sempervivum altum ist eine Pflanzenart aus der Gattung der Hauswurzen (Sempervivum) in der Familie der Dickblattgewächse (Crassulaceae). Das Artepitheton altum stammt aus dem Lateinischen, bedeutet ‚hoch‘ und verweist auf das Vorkommen der Art in großen Höhen.

## Beschreibung

### Vegetative Merkmale
Sempervivum altum wächst als recht lockere Rosette mit einem Durchmesser von 2,5 bis 4 Zentimeter. Die verkehrt lanzettlichen Laubblätter sind hellgrün und tragen ein abrupt aufgesetztes Spitzchen. Die äußeren Laubblätter besitzen bei Sonneneinstrahlung eine auffallende scharlachrote Spitze. Die Blattspreite ist etwa 19 Millimeter lang, 8 Millimeter breit und etwa 3 Millimeter dick.

### Generative Merkmale
Der Blütentrieb erreicht eine Länge von 12 Zentimeter. Er trägt längliche, etwa 20 Millimeter lange und 8 Millimeter breite Blätter. Die 12- bis 13-zähligen Blüten weisen einen Durchmesser von bis zu 3 Zentimeter auf. Ihre Kelchblätter sind ausgebreitet. Die rotpurpurfarbenen Kronblätter sind etwa 12 Millimeter lang und 3 Millimeter breit. Sie sind grün gekielt. Die Staubfäden sind rot, die Staubbeutel orangerot und der Griffel rot.
Die Blütezeit ist Juni.

## Systematik und Verbreitung
Sempervivum altum ist in Georgien im Kaukasus verbreitet.
Die Erstbeschreibung durch William Bertram Turrill wurde 1936 veröffentlicht.

## Nachweise